# 400 giorni
400 giorni (400 Days) è un film del 2015 diretto da Matt Osterman.
Film di fantascienza con protagonisti Brandon Routh, Caity Lotz, Ben Feldman e Dane Cook nella parte di astronauti inviati in una missione in cui si simula la permanenza per 400 giorni su un pianeta lontano per testare gli effetti psicologici del profondo viaggio spaziale. Negli Stati Uniti il film è stato presentato nei cinema, on-demand e in digitale il 12 gennaio 2016.

## Trama
Quattro astronauti - il Capitano Theo Cooper, la dottoressa Emily McTier, Bug Kieslowski e Cole Dvorak - iniziano una simulazione di 400 giorni sulla Terra per studiare gli effetti a lungo termine dei viaggi nello spazio. Essi vengono rinchiusi in un bunker sotterraneo attrezzato come una navicella spaziale e simulano la partenza dalla Terra e il viaggio interstellare.
Mentre il loro tempo scorre, l'equipaggio inizia ad affrontare effetti psicologici estremi come la paranoia e l'allucinazione. A pochi giorni dalla conclusione dell'esperimento un uomo denutrito e malridotto si fa strada inspiegabilmente nel bunker. Viene presto sedato dalla dottoressa ma riesce a fuggire. L'equipaggio decide quindi di uscire ed esplorare il mondo di superficie, che scoprono ora buio, ventoso, desolato, ostile e coperto di polvere.
Dopo una lunga camminata scoprono la città 'Tranquillity', che è abitata e ha l'elettricità. Un uomo di nome Zell li invita nel suo ristorante, frequentato da persone che assomigliano stranamente ai giornalisti presenti alla conferenza stampa di presentazione dell'esperimento. L'uomo, alle domande degli increduli astronauti, spiega loro che un giorno la Luna è stata colpita da un meteorite che ha creato un'enorme nuvola di polvere che ora copre la Terra, bloccando i raggi del sole. Dvorak si fa beffe di questa spiegazione, credendo ancora che si trovino in una simulazione e si reca in un bar vicino, seguito dal resto dell'equipaggio. Dopo alcuni drink, Dvorak esce dal bar con una giovane donna senza dirlo agli altri. I tre tornano allora al ristorante dove Zell ha offerto loro un posto dove dormire in attesa che il collega ritorni.
Bug fa il primo turno di guardia ma ben presto inizia ad avere allucinazioni in cui vede il figlio Sam; egli lo segue ma all'improvviso incontra Zell e la scena si interrompe. McTier e Cooper si svegliano da soli dopo un po' di tempo e quando chiedono a Zell dei loro amici scomparsi, egli insiste che essi erano da soli quando sono arrivati. Sospettando il pericolo, la coppia lascia il locale cercando di ritrovare i loro amici. Ritornano a fatica nel bunker ma Cooper scopre di essere seguito da Zell e da altri due uomini. Cooper e McTier riescono a neutralizzare i loro aggressori e nel momento stesso in cui muore Zell, i 400 giorni sono appena passati e vengono informati da un messaggio registrato dal loro superiore che la simulazione si è conclusa con grande successo. Il portello d'ingresso si apre con una luce intensa che brilla verso il basso. Cooper e McTier si prendono le mani e attendono con ansia cosa succederà dopo, ma il film finisce senza che venga mostrato.

## Produzione
400 giorni è il secondo film diretto da Matt Osterman, che ha anche scritto la sceneggiatura. Il film trae ispirazione da un esperimento chiamato Mars-500 (Agenzia spaziale cinese, Agenzia Spaziale Europea e Roscosmos), così come da The Twilight Zone, fantascienza classica e film rompicapo.

Osterman ha spiegato: 
Era mia intenzione creare un racconto che mettesse lo spettatore nella sede dell'esperimento stesso, uno in cui il pubblico non era mai abbastanza sicuro di chi fidarsi e non fosse sicuro se fosse tutto un semplice stratagemma. L'aspetto puzzle del film sarà difficile per alcuni, ma volevo fare eco Rod Serling e confidare nell'idea che va bene che il pubblico non abbia tutte le risposte - per sentirsi a proprio agio con l'ignoto.
Il film è stato girato per un periodo di 19 giorni in diverse località del Southern California durante l'estate del 2014.

## Distribuzione
La distribuzione di 400 giorni è stata gestita da XLrator Media e da Syfy film: per quest'ultimo si è trattato della prima esperienza come casa di distribuzione. Il film è stato proiettato al Mall of America il 15 gennaio 2016, all'interno del "Twin Cities Film Fest".

## Accoglienza

### Critica
Rotten Tomatoes riporta che un ottavo dei critici intervistati (il 13%) ha dato al film una recensione positiva; la valutazione media è 3.9/10.
Den of Geek valuta 2.5/5 stelle e ha scritto che la storia avrebbe dovuto concentrarsi maggiormente sulla premessa intrigante di testare le nevrosi degli astronauti. Michael Rechtshaffen del Los Angeles Times critica la storia del film come non all'altezza delle premesse intriganti e ha scritto: "Manca una strategia di uscita praticabile, i 400 giorni senza tensione sembrano tempo sprecato". Leslie Felperin di The Guardian lo ha valutato 2/5 stelle e ha scritto che i personaggi e i retroscena prevedibili rendono l'esperienza di vedere il film "come guardare Solaris interpretato da fantocci".